# 프로펠런트 데포

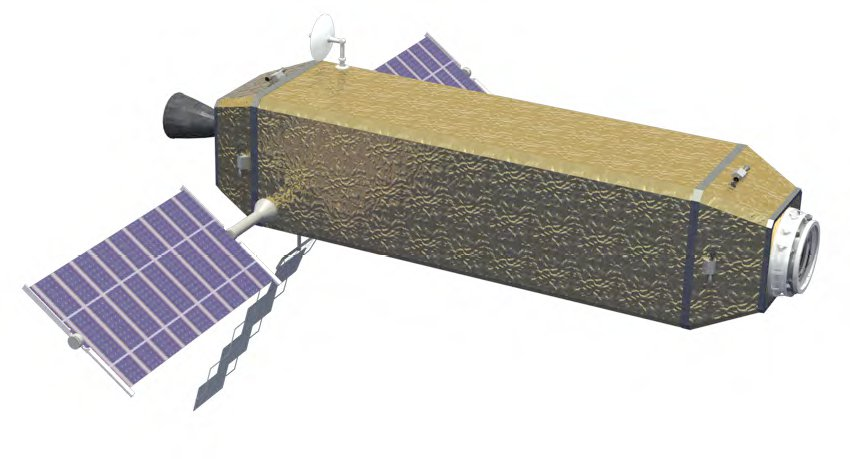
2011년 NASA가 구상한 정지궤도용 데포

프로펠런트 데포(Propellant depot)는 우주 발사체, 인공위성의 추진제(Propellant)를 우주에서 공중급유하기 위한 보급우주선(depot)이다.

## 중국
2016년 7월 2일, 중국 과기일보는 중국국가항천국이, 6월 25일 창정 7호로 발사한 톈위안 1호 인공위성을 이용해서, 우주에서 인공위성간에 공중급유에 성공했다고 밝혔다. 정지궤도 인공위위성에 60kg의 연료를 공중급유하면 위성의 생명을 12개월 연장할 수 있다.

## 미국
스타쉽 HLS가 발사되기 전에 프로펠런트 데포는 지구 저궤도로 발사되고, 여러번의 스타쉽 우주선 발사를 통해 최대 용량까지 연료를 공급한다. 그런 다음 스타쉽 HLS가 프로펠런트 데포에 도킹하여 급유를 받고, 달로 향한다.

## 같이 보기
- 프로그레스 (우주선)
- ATV (우주선)
- 소행성 채굴